# ترانا سماوي
ترانا سماوي (الاسم العلمي:Terana caerulea) هو نوع من الفطريات يتبع جنس الترانا من الفصيلة الظاهرية الهلب.